# Langona bhutanica
Langona bhutanica là một loài nhện trong họ Salticidae.
Loài này thuộc chi Langona. Langona bhutanica được Jerzy Prószyński miêu tả năm 1978.